# Dan Bakkedahl
Dan Bakkedahl, född 18 november 1969 i Rochester i Minnesota, är en amerikansk skådespelare och ståuppkomiker.
Under 1990-talet var han medlem av teatergruppen The Second City. Som skådespelare har han bland annat medverkat i serien Veep.